# 安娜·加莱
安娜·玛丽亚·加莱（西班牙語：Ana María Gallay，1986年1月16日—）是一名阿根廷排球運動員，曾代表國家參加2012年倫敦奧運的女子沙灘排球比賽和2016年里約奧運的女子沙灘排球比賽，並未獲得獎牌。